# 미겔 페레스 쿠에스타
미겔 페레스 쿠에스타(스페인어: Miguel Pérez Cuesta, 1986년 3월 21일 ~ )는 미추(스페인어: Michu)로 알려져 있는 스페인의 전 축구 선수로, 포지션은 스트라이커이다. 공격형 미드필더로도 뛸 수 있다.